# Aisling Bea
Aisling Bea (uttal: /'æʃlɪŋ 'bi:/) artistnamn för Aisling Clíodhnadh O'Sullivan, född 16 mars 1984, är en irländsk skådespelare, ståuppkomiker och manusförfattare. Hon är framförallt verksam i Storbritannien.

## Biografi
Aisling Bea växte upp i Kildare på Irland och hennes föräldrar arbetade inom ridsport. Hennes mamma var jockey och senare tränare för jockeys, pappan var veterinär och hon jobbade själv bland annat som guide på stuteri. Hennes pappa tog sitt liv när Aisling Bea var tre år gammal och systern några månader. Hon fick inte veta att det var ett självmord förrän hon var tretton år gammal. Hennes egentliga fullständiga namn är Aisling Clíodhnadh O'Sullivan (uttal: /æʃlɪŋ ˈkliˈænə oʊsəlivən/), men hon tog sin pappa Brian O'Sullivans smeknamn Bea som efternamn som artist.
Aisling Bea studerade franska och filosofi på Trinity College i Dublin. Under studierna var hon med i en reklamfilm för McDonalds och hon var medlem i komedigruppen HBAM, som bland annat uppträdde på komikerfestivalen Edinburgh Fringe. Hon flyttade efter examen till London. Där fortsatte hon med dramastudier och påbörjade en delvis framgångsrik karriär som skådespelare, parallellt med att hon utövade ståuppkomik.
Hon fick sitt genombrott 2012, när hon vann talangtävlingen So You Think You're Funny? som pågår över hela Storbritannien och har final på Edinburgh Fringe. Därefter har hon deltagit i brittiska underhållningsprogram som QI, 8 Out of 10 Cats, 8 Out of 10 Cats Does Countdown och Taskmaster, parallellt med ståuppkomik. År 2019 gjorde Aisling Bea den amerikanska dramakomediserien Living with Yourself för Netflix tillsammans med bland annat Paul Rudd. Samma år hade också hennes egen dramakomediserie This Way Up premiär på Channel 4.